# Siiri Vallner
Siiri Vallner (née le 9 avril 1972 à Tallinn) est une architecte estonienne.

## Biographie
En 1997, Siiri Vallner obtient son diplôme d'architecte à l'Académie estonienne des arts. 
De 1998 à 1999, elle étudie au Virginia Tech.
En 2001-2002, Siiri travaille au cabinet d'architecte Head Arhitektid OÜ et depuis 2003 pour le cabinet Kavakava OÜ.

## Ouvrages
- Musée des Occupations, Toompea tänav 8, Tallinn, 2003 (avec Indrek Peil)
- Salle des sports de Lasnamäe (et), Lasnamäe, Tallinn, 2003 (avec Indrek Peil et Tomomi Hayashi)
- Monument commémoratif du parc de Kopli, 2005 (avec Indrek Peil)
- Escalier de Vallimäg, Rakvere, 2005 (avec Heidi Urb)
- Gymnase de l'école du centre ville, Pärnu, 2005 (avec Katrin Koov, Heidi Urb et Kaire Nõmm)
- Maison individuelle, Paldiski, 2007 (avec Indrek Peil)
- Maison individuelle, Tiskre, Rannamõisa tee 44c, Tallinn, 2006 (avec Indrek Peil)
- Jardin d'enfants, Tartu, 2008 (avec Indrek Peil)
- Collège de la santé, Tartu, 2011 (avec Indrek Peil)
- Résidence Männiku, Männiku tee 92, Tallinn, 2012
- Collège de l'université de Tartu, Place de l’hôtel de ville 2, Narva, 2012 (avec Indrek Peil et Katrin Koov)
- Bouilloire culturelle[2], North 27a pst, Tallinn, 2015 (avec Indrek Peil)
- Maisons familiales de l'orphelinat, Kuressaare

## Galerie

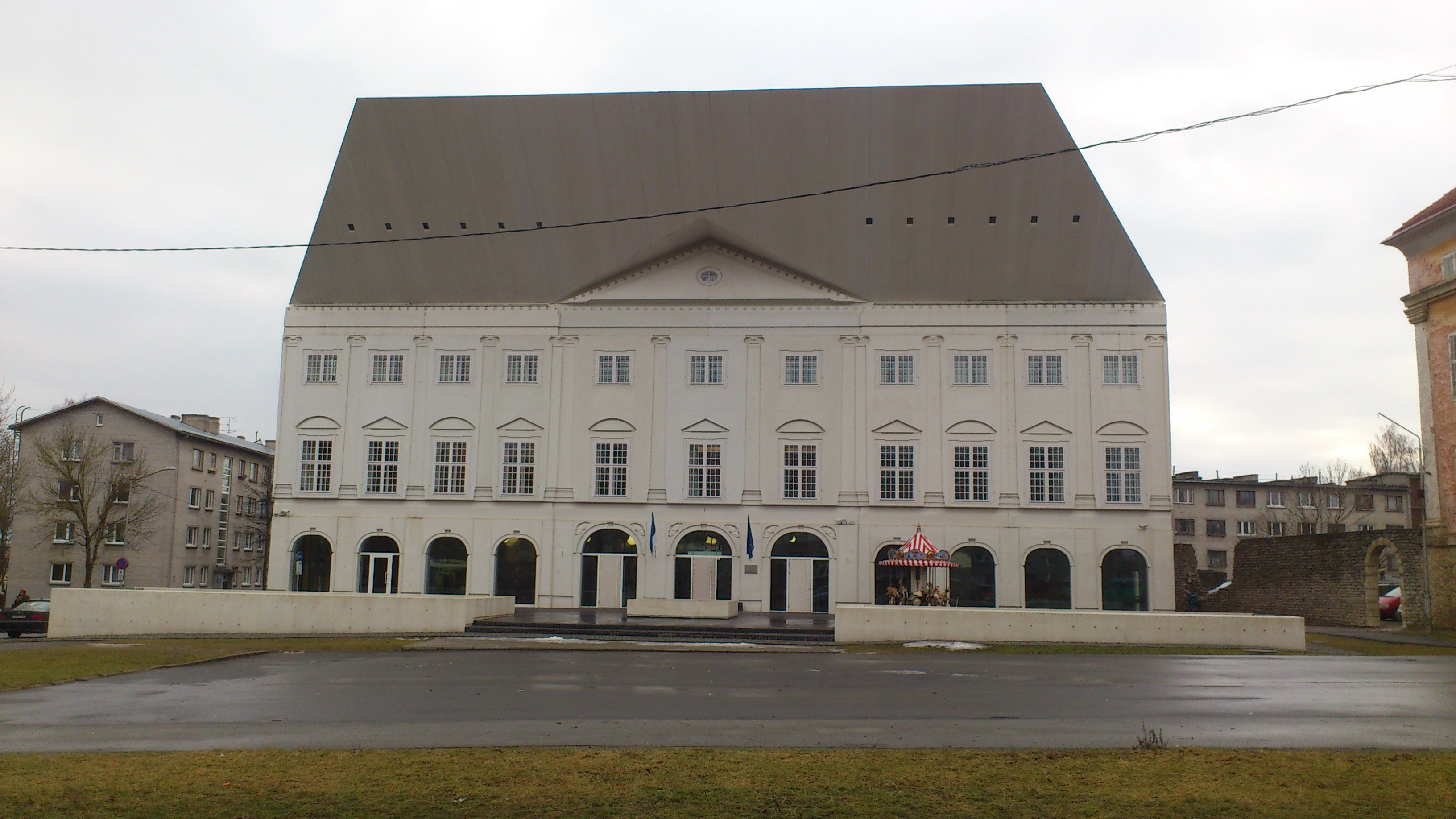
Collège de l'université de Tartu, Narva
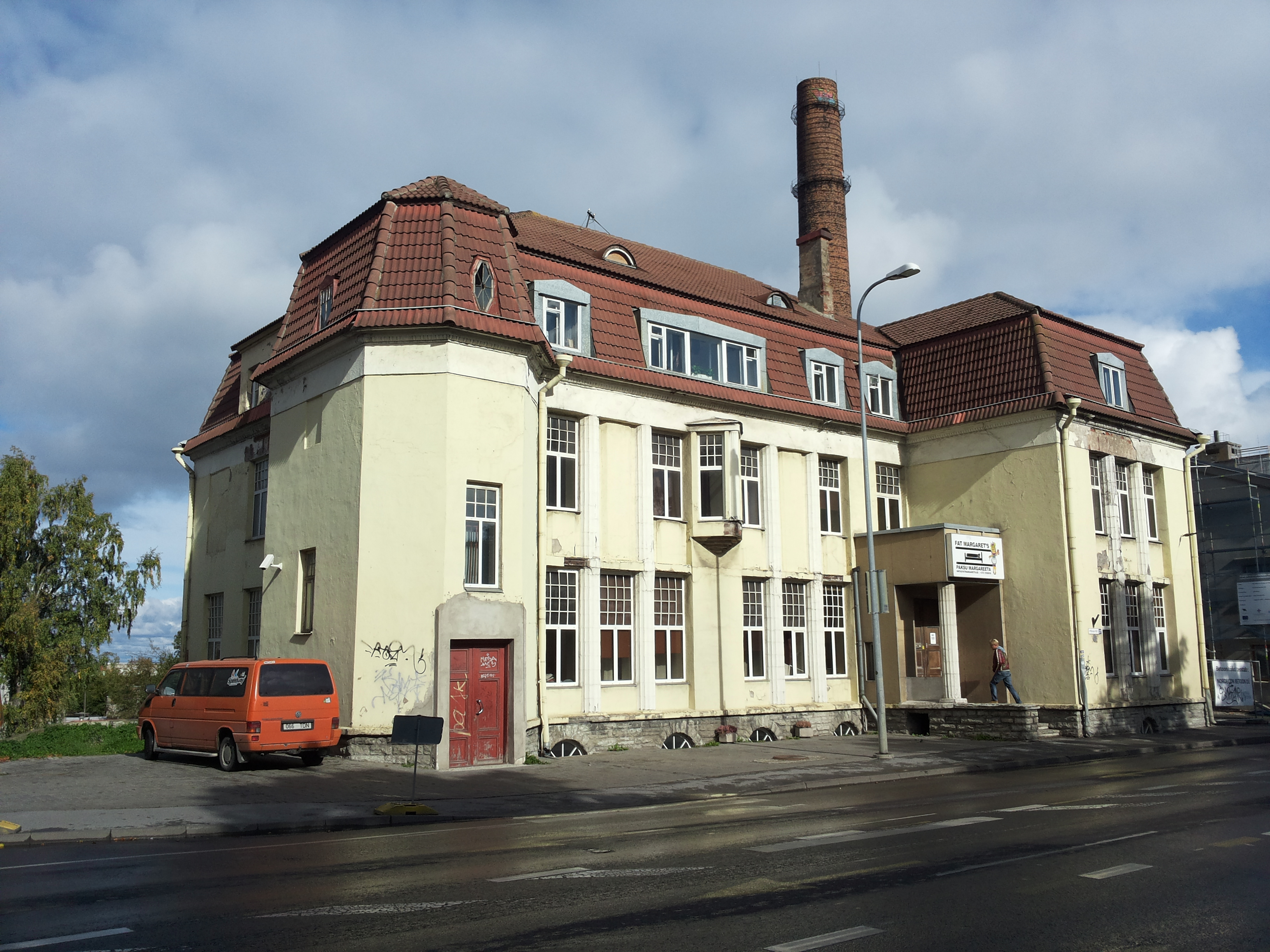
Bouilloire culturelle, Tallinn